# Stefania Cotoneschi
Stefania Cotoneschi (Firenze, 27 febbraio 1952 – Firenze, 14 gennaio 2015) è stata una matematica e insegnante italiana.
Nota per il suo contributo all’educazione matematica, alla didattica innovativa e alla formazione degli insegnanti, ha lasciato un’importante eredità nel campo dell’insegnamento delle scienze matematiche nelle scuole primarie e secondarie di primo grado.

## Biografia
Stefania Cotoneschi nacque il 27 febbraio 1952. Dopo la laurea, ha dedicato gran parte della sua carriera all’insegnamento e alla promozione di metodologie didattiche innovative nella matematica. Professoressa di ruolo presso la Scuola-Città Pestalozzi a Firenze, ha collaborato con diverse istituzioni educative e ha partecipato attivamente a progetti di formazione per docenti.

### Attività e contributi
È stata autrice di pubblicazioni didattiche, tra cui Acqua, bottiglie e numeri e La storia di Alice. Le operazioni: significato e strategie, che hanno influenzato positivamente la didattica matematica.
Ha contribuito all’elaborazione delle Indicazioni nazionali per il curricolo e ha svolto un ruolo attivo nelle iniziative del Centro di Iniziativa Democratica degli Insegnanti (CIDI), che promuove la formazione e la crescita professionale degli insegnanti.

## Riconoscimenti
In suo onore, l’Unione Matematica Italiana (UMI) ha istituito il Premio “Stefania Cotoneschi”, destinato a docenti di scienze matematiche, chimiche, fisiche e naturali della scuola secondaria di primo grado che si distinguano per la diffusione e l’innovazione nell’educazione matematica.